# John M. Kosterlitz
John M. Kosterlitz là một nhà vật lý học người Anh. Ông là giáo sư vật lý tại Đại học Brown và con trai của nhà hóa sinh học Hans Kosterlitz.
Tháng 10 năm 2016, ông đã được Viện Hàn lâm Khoa học Hoàng gia Thụy Điển đã trao giải Nobel Vật lý cùng với hai khoa học người Mỹ gốc Anh khác là Duncan Haldane và David Thouless trong lĩnh vực vật lý vật chất ngưng tụ. Giải Nobel Vật lý năm 2016 vinh danh bộ ba nhà khoa học cho các lý thuyết giải thích của họ từ những thập niên 80 của thế kỷ trước về trạng thái kỳ lạ của vật chất ở vật liệu 2 chiều (bên trong những lớp phim màng cực mỏng hay trên bề mặt vật liệu) và hiện tượng pha tô pô (như các chất cách điện tô pô).